# Speonemobius decolyi
Speonemobius decolyi är en insektsart som beskrevs av Lucien Chopard 1969. Speonemobius decolyi ingår i släktet Speonemobius och familjen syrsor. Inga underarter finns listade i Catalogue of Life.